# Muzeum Literatury im. Władysława Reymonta w Bielsku-Białej
Muzeum Literatury im. Władysława Reymonta – muzeum znajdujące się w Bielsku-Białej, przy ul. Pankiewicza 1 na Starym Mieście, utworzone w 1989 przez pasjonata–samouka Tadeusza Modrzejewskiego. Gromadzi ręcznie przepisywane i ilustrowane przez niego dzieła klasyków literatury polskiej, w szczególności Władysława Reymonta, a także inne pamiątki i artefakty (w tym obrazy i rzeźby), które Modrzejewski sam zebrał lub stworzył. Do 2023 funkcjonowało jako placówka prywatna.

## Historia
Pasja związana z postacią Władysława Reymonta narodziła się u Tadeusza Modrzejewskiego – z zawodu tkacza – na początku lat 80. XX wieku. W 1982 podjął się ręcznego przepisania piórem powieści Chłopi. Z początku rosnące zbiory gromadził w swoim mieszkaniu w bloku z wielkiej płyty. W 1989 wynajął od miasta lokal w zaniedbanej kamienicy na Starym Mieście, który samodzielnie udekorował i przekształcił w swoją pracownię oraz pomieszczenia muzealne.  
Muzeum działało jako autorska inicjatywa oparta na dobrowolnych datkach zwiedzających, bez instytucjonalnego wsparcia. W 2016 łączną liczbę gości, którzy odwiedzili placówkę, szacowano na około 150 tysięcy, a liczba przepisanych dzieł wynosiła wówczas ponad 120 (nie tylko Reymonta, ale również Adama Mickiewicza czy Henryka Sienkiewicza). Tadeusz Modrzejewski borykał się nieustannie z poważnymi kłopotami finansowymi, a stan techniczny lokalu stopniowo się pogarszał. Media wielokrotnie opisywały historię „ostatniego polskiego skryby”, który żyje bez ogrzewania, prądu i bieżącej wody, przepisując książki przy świecach, a przyświeca mu motto „w beznadziei jest nadzieja”. Jesienią 2010 muzeum zostało na kilka tygodni zamknięte, a Modrzejewski planował wyprowadzkę. Ostatecznie uznał jednak, że „nie może zdradzić Reymonta” i placówkę reaktywowano. Groźba zamknięcia pojawiała się również w kolejnych latach, organizowane były zbiórki pieniędzy, by temu zapobiec. Wsparcia udzieliła m.in. kanadyjska The Reymont Foundation i Fundacja im. Stefana Batorego. Do ponownego tymczasowego zamknięcia doszło w trakcie pandemii COVID-19. Powracającym problemem był brak możliwości formalnego wsparcia ze strony miasta, jako że placówka nie funkcjonowała w świetle prawa jako instytucja kultury, a sam Modrzejewski był określany jako osoba trudna we współpracy w sprawach praktycznych.
W grudniu 2023 osiągnięto porozumienie co do dalszych losów muzeum. Zbiory zostały wykupione i zabezpieczone przez Książnicę Beskidzką. Muzeum zawiesiło działalność, zadeklarowano jednak, że po remoncie budynku przy ul. Pankiewicza 1, powróci ono do swojej siedziby, a Tadeusz Modrzejewski pozostanie jego kustoszem. Nie dożył on tego jednak, bowiem w marcu 2024 zginął w pożarze własnego mieszkania.

## Galeria

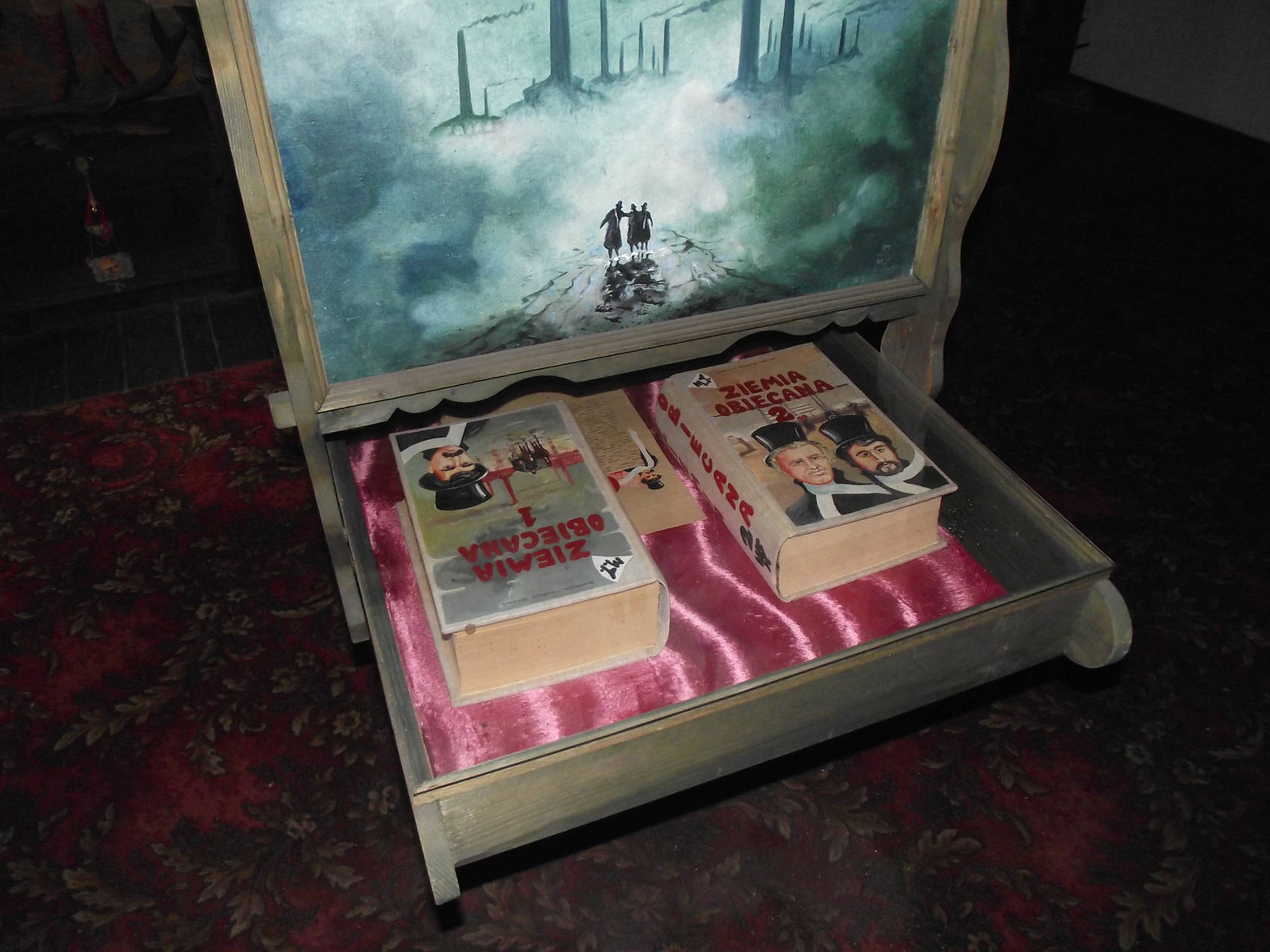
Ręcznie przepisane egzemplarze Ziemi obiecanej (2014)
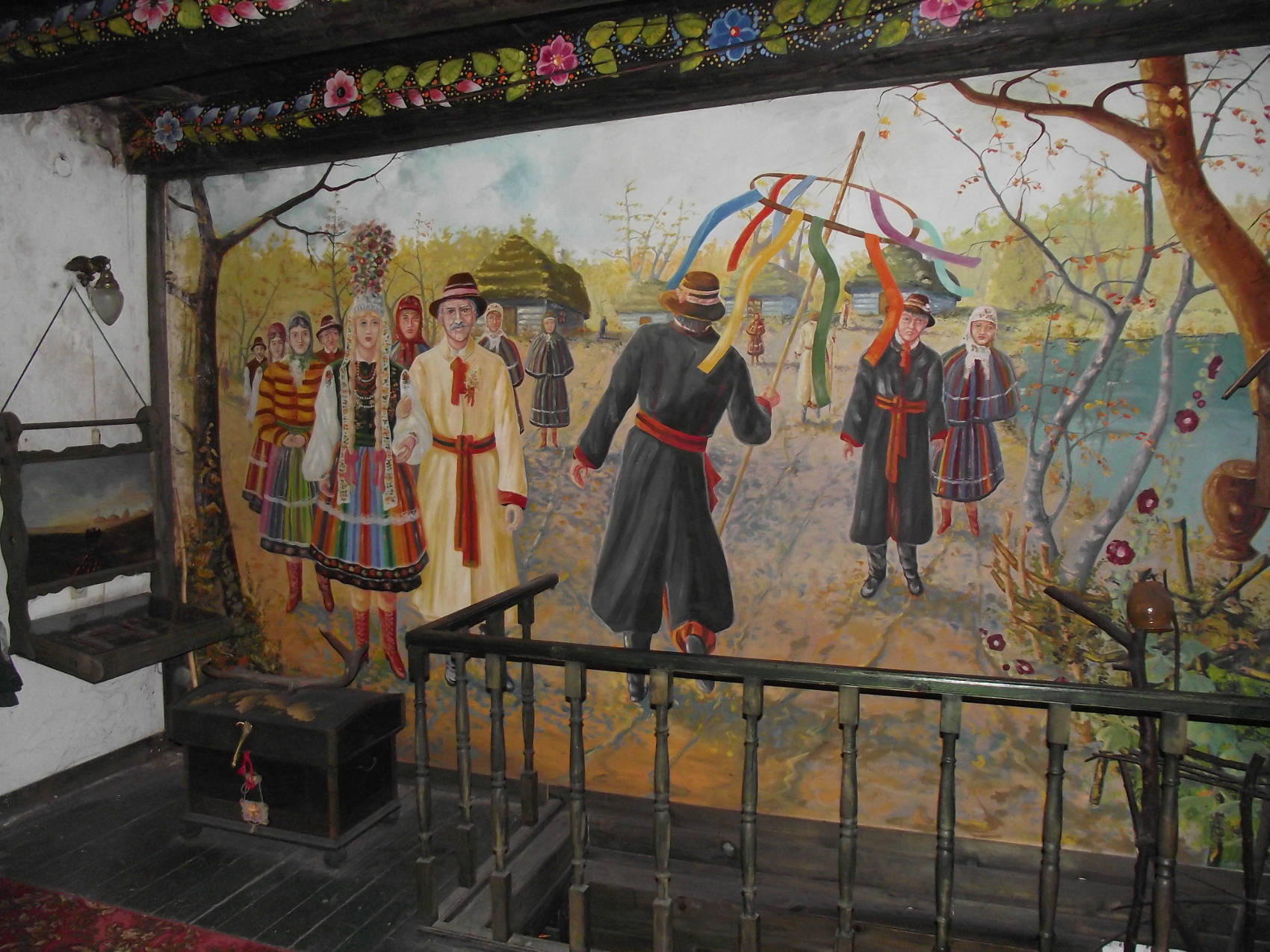
Scena z Chłopów namalowana na jednej ze ścian (2014)
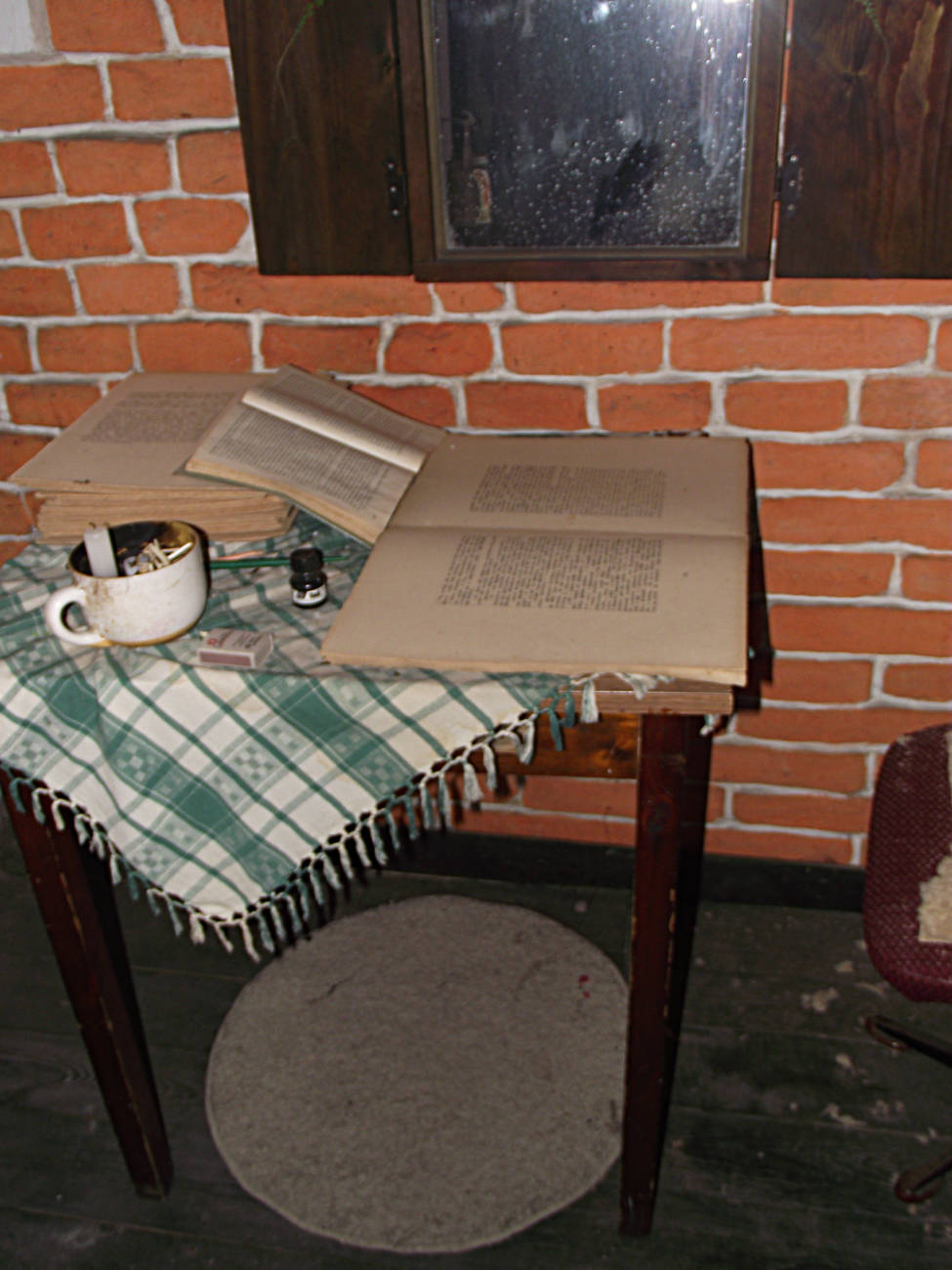
Pracownia Tadeusza Modrzejewskiego (2014)